# (8471) Obrant
(8471) Obrant (1983 RX4) – planetoida z pasa głównego asteroid okrążająca Słońce w ciągu 3,28 lat w średniej odległości 2,21 au. Odkryta 5 września 1983 roku.